# Clubiona concinna
Clubiona concinna este o specie de păianjeni din genul Clubiona, familia Clubionidae. A fost descrisă pentru prima dată de Thorell, 1887.
Este endemică în Myanmar. Conform Catalogue of Life specia Clubiona concinna nu are subspecii cunoscute.